# Thalaba ibn Salama al-Amili
Tha'laba ibn Salama al-Amili (?-750?) fue un comandante militar árabe en Jordania, el norte de África y la península ibérica, y brevemente el decimonono valí de Al-Ándalus a partir de agosto de 742 hasta mayo de 743.

## Biografía
Tha'laba ibn Salama fue al norte de África con la expedición 'siria' de 741, dirigida por Kulthum ibn Iyad al-Qushayri y su sobrino Balŷ ibn Bišr al-Qušayri, para sofocar la gran revuelta bereber en el Magreb. Thalaba era el comandante del ŷund jordano y, por acreditación explícita del califa Hisham (Hisham ibn Abd al-Málik), fue designado como segundo sucesor, para el caso de que le ocurriera alguna tragedia a Kulthum o su primer sucesor, Balŷ.
El ejército sirio fue derrotado y Kulthum asesinado por los rebeldes bereberes en la batalla de Bagdura en octubre de 741. Balŷ ibn Bišr dirigió lo que quedaba de los regimientos sirios (yunds), unos 10 000 hombres, a Ceuta. Después de prolongadas negociaciones con el valí de al-Ándalus Abd al-Málik ibn Qatan al-Fihri, las fuerzas sirias entraron en al-Ándalus a principios de 742.
Después de derrotar a los ejércitos rebeldes bereberes en al-Ándalus en la primavera de 742, las relaciones entre el valí de al-Ándalus y los comandantes sirios pronto fracasaron. El líder sirio Balŷ ibn Bishr depuso y ejecutó al anterior gobernador y se declaró el nuevo valí de al-Ándalus.
Pero reunidos por los hijos del fallecido gobernador, los árabes andalusíes (que ahora se denominaban baladiyun o baladís) se levantaron en armas contra los yunds sirios (a los que denominaron el shamiyun). Aunque los sirios aplastaron a los andalusíes en la batalla de Aqua Portora en la capital cordobesa, en agosto de 742, su comandante Balŷ ibn Bishr murió al día siguiente por las heridas de batalla. Como era su lugarteniente y sucesor designado, Thalaba ibn Salama al-Amili fue inmediatamente aclamado por las tropas sirias como su nueva cabeza, y por lo tanto como gobernador de al-Ándalus.
Thalaba ibn Salama era del "linaje tribal yamaní", como la mayoría de los árabes de al-Ándalus, en lugar del habitual "linaje qaysí" de los sirios.
La autoridad de Thalaba no se extendía mucho más allá de Córdoba, donde los regimientos sirios se habían resguardado. En algún momento, a finales de 742 o principios del 743, Tha'laba fue hacia Mérida, área de actividad de los rebeldes, pero pronto se encontró atrapado con su pequeño ejército en la fortaleza por los andalusíes. Calculando que no había escapatoria, los andalusíes llevaban el asedio de Mérida de manera pausada. El campamento de asedio pronto tomó el carácter de una feria, que atrajo a numerosos espectadores y sus familias. Sin embargo, una mañana temprano, cuando los asaltantes se estaban preparando para una fiesta muy esperada, Thalaba lanzó una salida inesperada a Mérida y rápidamente inundó el campamento con diez mil prisioneros, entre ellos muchas mujeres y niños. Thalaba marchó con sus prisioneros a Córdoba, donde se dice vendió muchos de los cautivos andalusíes de alto rango como esclavos con descuento de precios.
Pero para entonces, los partidarios de la paz en ambos bandos habían hecho llamamientos a Handhala ibn Safwán al-Kalbi, el nuevo gobernador de Ifriqiya, para resolver el asunto. A principios de 743, Handhala envió a su adjunto, Abu al-Jattar al-Husam Darar ibn al-Kalbi para resolver la disputa. Siendo de la misma población tribal árabe que los andalusíes, pero con un fondo de los círculos nobles de Damasco, se esperaba que Abu al-Jattar desempeñara un papel equitativo en el conflicto sirio-andalusí. Abu al-Jattar llegó a Córdoba en marzo de 743, poco después de la batalla de Mérida y tomó posesión del gobierno, con poca oposición.
Según el cronista Ibn al-Hákam, Tha'laba ibn Salama embarcó rumbo a Ifriqiya poco después y sirvió brevemente allí bajo Handhala ibn Safwán al-Kalbi en varios mandos militares. Thalaba volvió hacia el este, posiblemente con Handhala, en la época del golpe de 745 de Abd ar-Rahmán ibn Habib al-Fihri.
Se ha informado que Tha'laba ibn Salama al-Amili posteriormente han servido como gobernador omeya de al-Urdunn (Alto Jordán) a finales de la década de 740. En 750, Thalaba acompañó al califa omeya Marwán II en su huida a Egipto para escapar de los abasíes.